# جو أدلر
جو أدلر (بالإنجليزية: Joe Adler)‏ هو ممثل أمريكي، ولد في 29 مارس 1993 بلوس أنجلوس في الولايات المتحدة.

## أعمال

### أفلام
- (2014) عداء المتاهة[3][4][5]

### مسلسلات
- مودرن فاميلي

## وصلات خارجية
- جو أدلر على موقع IMDb (الإنجليزية)
- جو أدلر على موقع ألو سيني (الفرنسية)
- جو أدلر على موقع أول موفي (الإنجليزية)
- جو أدلر على موقع قاعدة بيانات الفيلم (الإنجليزية)
- جو أدلر على موقع كينوبويسك (الروسية)